# Неустойчивость Рэлея — Тейлора
Неустойчивость Рэлея — Тейлора (названа в честь лорда Рэлея и Дж. И. Тейлора) — самопроизвольное нарастание возмущений давления, плотности и скорости в газообразных и жидких средах с неоднородной плотностью, находящихся в гравитационном поле (Рэлей, 1900 г.) либо движущихся с ускорением (Тейлор, 1950 г.).
Частными случаями неустойчивости Рэлея — Тейлора являются неустойчивости границ сред с разной плотностью при ускорении под воздействием от проходящей ударной волны (неустойчивость Рихтмайера — Мешкова) и неустойчивость плазмы, находящейся в поле тяготения над параллельным по отношению к её границе магнитным полем (неустойчивость Крускала — Шварцшильда)
Простейший случай неустойчивости Рэлея — Тейлора — неустойчивость поверхности раздела жидкостей либо газов с различными плотностями в поле тяготения, когда слой более плотной среды лежит в неустойчивом равновесии на слое менее плотной. Если в начальном состоянии плоскость раздела перпендикулярна вектору силы тяжести, то любое возмущение поверхности раздела будет расти с течением времени, так как участки более плотной среды, оказавшиеся выше плоскости раздела, начинают «тонуть» в менее плотной среде, а участки менее плотной среды, оказавшиеся ниже плоскости раздела, начинают «всплывать» в более плотной среде. Такое взаимное проникновение ведет к уменьшению потенциальной энергии системы, которая достигает минимума, когда слои полностью меняются местами, то есть система достигает устойчивого равновесия.
Основным параметром, определяющим скорость развития этой неустойчивости, является число Атвуда.

## Аналитическое описание
Задача о неустойчивости Рэлея — Тейлора имеет аналитическое решение в рамках линейной теории устойчивости.
Пусть два протяжённых плоских горизонтальных слоя жидкости расположены в поле тяжести {\displaystyle {\vec {g}}} друг над другом, причём более тяжёлая жидкость 1 находится вверху (на иллюстрации — синий цвет), плотности жидкостей {\displaystyle \rho _{1},\rho _{2}}. Верхняя и нижняя границы — твёрдые. Для простоты удобно пользоваться моделью невязкой несжимаемой жидкости, тогда система описывается уравнением Эйлера:
{\displaystyle {\frac {\partial {\vec {v}}}{\partial t}}+\left({\vec {v}}\cdot \nabla \right){\vec {v}}=-{\frac {1}{\rho }}\nabla P+{\vec {g}},}
{\displaystyle \operatorname {div} {\vec {v}}=0.}
В дальнейшем компоненты скорости определяются как {\displaystyle {\vec {v}}=\left\{u,v,w\right\}}. Вполне очевидно, что равновесное решение ({\displaystyle {\vec {v}}=0}) удовлетворяет модели, при этом из уравнения Эйлера для давления получается следующее:
{\displaystyle {\frac {\partial P}{\partial x}}=0,\quad {\frac {\partial P}{\partial y}}=0,\quad {\frac {\partial P}{\partial z}}=-\rho g}
Откуда определяется равновесное распределение давления (известный результат для давления столба жидкости):
{\displaystyle P_{0}=-\rho gz.}
Внесём в равновесное состояние малые возмущения. Пусть скорость {\displaystyle {\vec {v}}} настолько мала, что можно пренебречь нелинейным слагаемым {\displaystyle \left({\vec {v}}\cdot \nabla \right){\vec {v}}} в уравнении Эйлера, а давление имеет вид {\displaystyle P=P_{0}+P'}, где {\displaystyle P'\ll P_{0}}. Тогда получим линейную систему уравнений для малых возмущений (далее штрих у давления опущен):
{\displaystyle {\frac {\partial {\vec {v}}}{\partial t}}=-{\frac {1}{\rho }}\nabla P,}
{\displaystyle \operatorname {div} {\vec {v}}=0.}
Граничные условия задаются исходя из соображений равенства z-компонент скорости жидкостей 1 и 2 на границе раздела и наличия поверхностного натяжения. На верхней и нижней границах, так как жидкость идеальная, работают условия непротекания. Удобно принять координату границы раздела в равновесии за 0. На ней выполняется кинематическое условие
{\displaystyle \quad {\frac {\partial \zeta }{\partial t}}=w,}
и динамическое условие
{\displaystyle \left(P_{1}-P_{2}\right)-\left(\rho _{1}-\rho _{2}\right)g\zeta =\sigma \Delta \zeta .}
Условие непротекания верхней и нижней границ:
{\displaystyle z=\pm h:\quad w=0,}
где {\displaystyle \zeta } — величина отклонения границы от невозмущённой, {\displaystyle \sigma } — коэффициент поверхностного натяжения. Полученная задача для возмущений легко решается.
Положим, что возмущения имеют вид:
{\displaystyle {\vec {v}},P,\zeta \sim e^{\lambda t}e^{i\left(k_{x}x+k_{y}y\right)},}
где {\displaystyle \lambda } — скорость роста (инкремент) возмущения, {\displaystyle k_{x},k_{y}} — компоненты волнового вектора возмущения границы.
Из уравнения Эйлера выражается {\displaystyle w}:
{\displaystyle \lambda w=-{\frac {1}{\rho }}{\frac {\partial P}{\partial z}},}
а условие несжимаемости {\displaystyle \operatorname {div} {\vec {v}}=0} даёт уравнение Лапласа для давления. В итоге, скорость течения из задачи удаётся исключить. Остаётся линейное уравнение:
{\displaystyle {\frac {\partial ^{2}P}{\partial z^{2}}}-k^{2}P=0,}
с граничными условиями:
{\displaystyle z=0:\quad \left(P_{1}-P_{2}\right)-\left(\rho _{1}-\rho _{2}\right)g\zeta =-\sigma k^{2}\zeta ,}
{\displaystyle z=0:\quad {\frac {1}{\rho _{1}}}{\frac {\partial P_{1}}{\partial z}}-{\frac {1}{\rho _{2}}}{\frac {\partial P_{2}}{\partial z}}=0,}
{\displaystyle z=\pm h:\quad {\frac {\partial P}{\partial z}}=0.}
Решение уравнения Лапласа для давления:
{\displaystyle P_{1}=C_{1}\cosh k\left(h-z\right),}
{\displaystyle P_{2}=C_{2}\cosh k\left(h+z\right).}
Константы {\displaystyle C_{1},C_{2}} определяются из кинематического условия. Динамическое условие даёт связь между инкрементом и модулем волнового вектора
{\displaystyle \lambda ^{2}={\frac {\left(\rho _{1}-\rho _{2}\right)g-\sigma k^{2}}{\rho _{1}+\rho _{2}}}k\tanh kh,}
откуда непосредственно следует выражение для критического волнового числа возмущений (при {\displaystyle \lambda =0}):
{\displaystyle k_{c}^{2}=\left(\rho _{1}-\rho _{2}\right){\frac {g}{\sigma }}}.
Если длина волны больше критической, то возмущения границы будут нарастать.
В предельном случае бесконечно глубоких слоёв ({\displaystyle kh\gg 1}) наибольшая скорость роста возмущений достигается при волновом числе
{\displaystyle k_{m}^{2}=\left(\rho _{1}-\rho _{2}\right){\frac {g}{3\sigma }}}.
В тонких слоях ({\displaystyle kh\ll 1}):
{\displaystyle k_{m}^{2}=\left(\rho _{1}-\rho _{2}\right){\frac {g}{2\sigma }}}.

## В природе
- Ярким известным проявлением неустойчивости Рэлея — Тейлора являются вымеобразные облака, а также ядерный гриб и экваториальные ионосферные пузыри.